# Ghimbav
Ghimbav (în dialectul săsesc Wedjebich, în germană Weidenbach, în maghiară Vidombák) este un oraș în județul Brașov, Transilvania, România. Are o populație de 7.208 (2021) locuitori.
Este situat în Depresiunea Brașovului, la 4,5 km distanță de municipiul Brașov, pe drumul european E68, pe malul râului Ghimbășel.
Una din întreprinderile aeronautice ale României, situată în acest oraș, este uzina IAR Ghimbav care produce elicopterul IAR 330, elicopter de tip Puma, fabricat sub licență.
În Ghimbav este deschis Aeroportul Internațional Brașov, care deservește județul Brașov și județele limitrofe.

## Istorie
Ghimbavul a fost menționat pentru prima dată în anul 1342, an în care probabil a fost fondat de coloniști germani. Din anul 1422, la fel ca toată Țara Bârsei, așezarea aparținea pământului crăiesc. Multe secole la rând, locuitorii au fost în mare parte sași.
De-a lungul anilor, Ghimbavul a fost de multe ori grav avariat. După devastarea și depopularea din anul 1422, regele Sigismund de Luxemburg a renunțat timp de zece ani la impozite pentru a încuraja popularea așezării.
În anul 1658 a fost o invazie a trupelor turcești, în 1469 și 1586 au fost dezastre incendiare, în anul 1599 invazia trupelor lui Mihai Viteazul, în 1602 ale trupelor habsburgice conduse de Gheorghe Basta, iar în anul 1611 trupele domnitorului Transilvaniei Gabriel Báthory.
În 1773 împăratul Iosif al II-lea a vizitat Ghimbavul, în perioada în care călătorea prin Transilvania spre Brașov, și a dormit o noapte într-o casă din apropierea Bisericii Fortificate. Împăratul a fost atent la cererile locuitorilor, pentru aceasta fiind denumit „Bunul Împărat”. Cu ocazia vizitei sale a aprobat construcția Bisericii ortodoxe din Ghimbav, cu câțiva ani înainte de adoptarea Edictelor iozefine de toleranță religioasă, care au încurajat emanciparea cultelor religioase dezavantajate până atunci.

## Demografie
Componența etnică a orașului Ghimbav
     Români (84,56%)
     Maghiari (1,96%)
     Alte etnii (0,99%)
     Necunoscută (12,5%)
Componența confesională a orașului Ghimbav
     Ortodocși (77,18%)
     Romano-catolici (2,73%)
     Alte religii (5,91%)
     Necunoscută (14,18%)
Conform recensământului efectuat în 2021, populația orașului Ghimbav se ridică la 7.208 locuitori, în creștere față de recensământul anterior din 2011, când fuseseră înregistrați 4.698 de locuitori. Majoritatea locuitorilor sunt români (84,56%), cu o minoritate de maghiari (1,96%), iar pentru 12,5% nu se cunoaște apartenența etnică. Din punct de vedere confesional, majoritatea locuitorilor sunt ortodocși (77,18%), cu o minoritate de romano-catolici (2,73%), iar pentru 14,18% nu se cunoaște apartenența confesională.

## Politică și administrație
Orașul Ghimbav este administrat de un primar și un consiliu local compus din 15 consilieri. Primarul, Ionel Fliundra[*], de la Partidul Național Liberal, este în funcție din octombrie 2020. Începând cu alegerile locale din 2024, consiliul local are următoarea componență pe partide politice:
|  | Partid                    | Consilieri | Componența Consiliului | Componența Consiliului | Componența Consiliului | Componența Consiliului | Componența Consiliului |
|  | ------------------------- | ---------- | ---------------------- | ---------------------- | ---------------------- | ---------------------- | ---------------------- |
|  | Partidul Național Liberal | 5          |                        |                        |                        |                        |                        |
|  | Alianța Dreapta Unită     | 3          |                        |                        |                        |                        |                        |
|  | Partidul Ecologist Român  | 3          |                        |                        |                        |                        |                        |
|  | Partidul Social Democrat  | 2          |                        |                        |                        |                        |                        |
|  | Partidul Verde            | 2          |                        |                        |                        |                        |                        |

## Obiective turistice

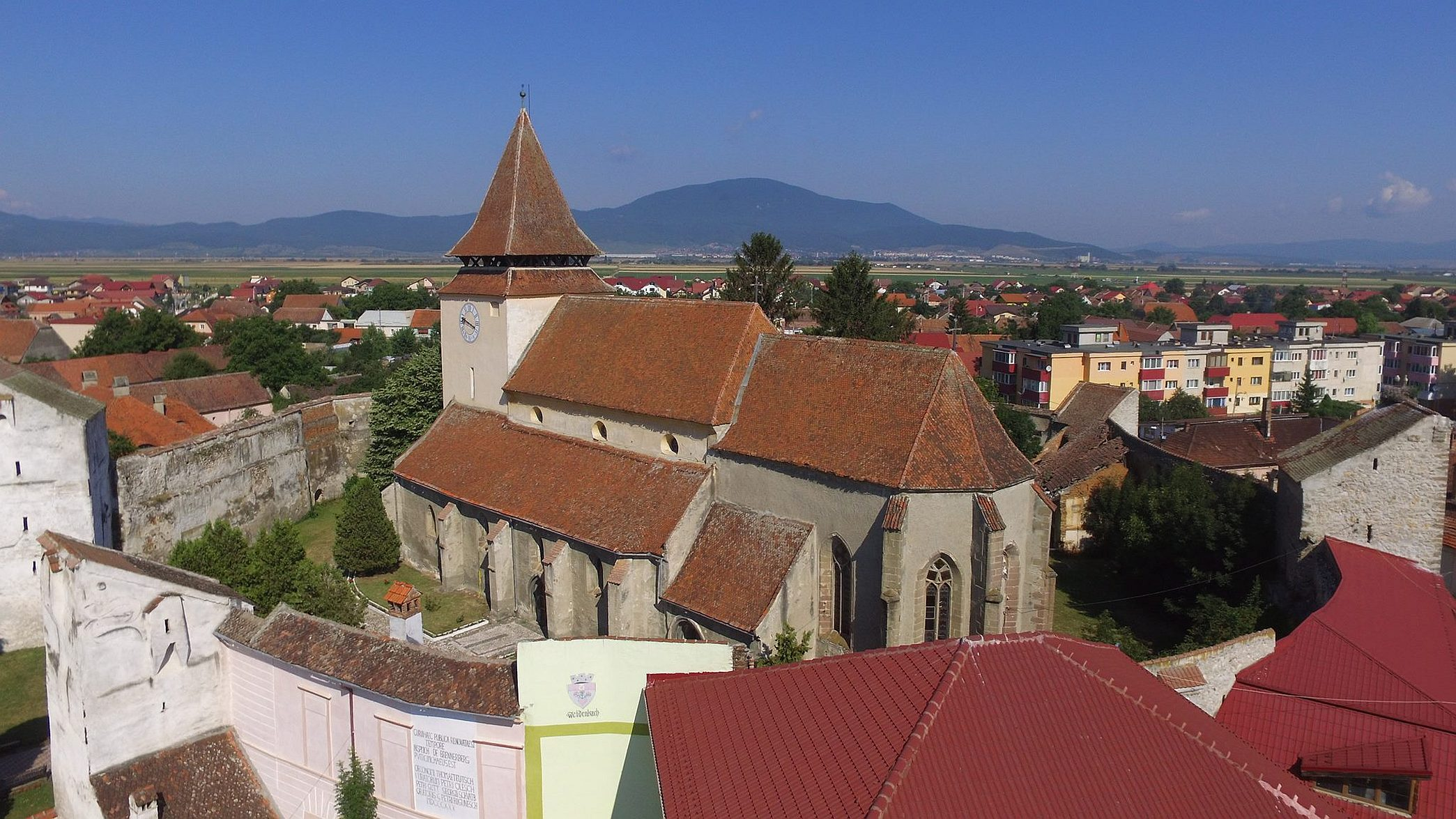
Biserica evanghelică fortificată „Sf. Petru”

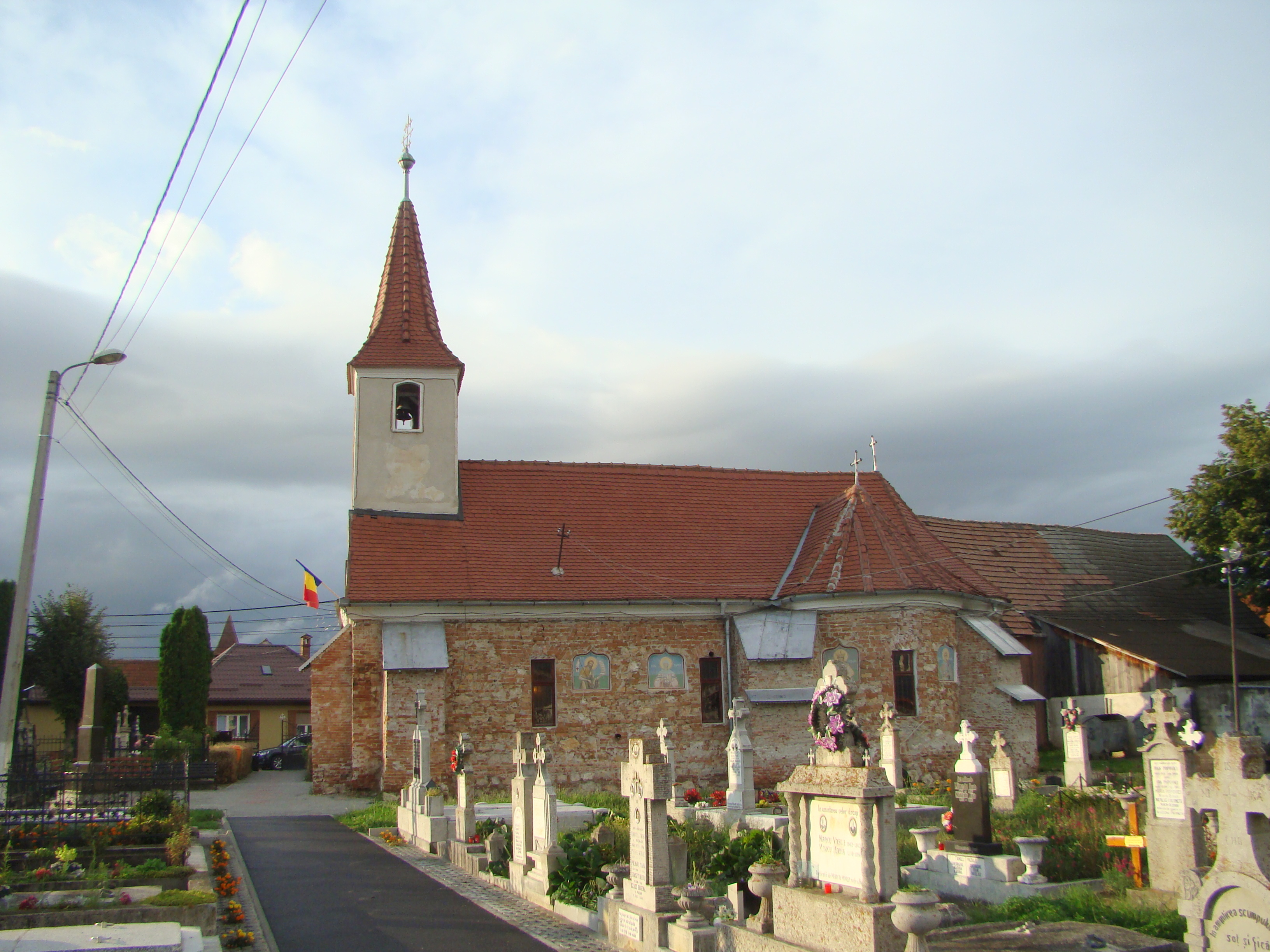
Biserica „Sfânta Treime” (monument istoric)

- Biserica fortificată „Sf. Petru” a sașilor. O Biserică evangelică tipică pentru regiunea Brașovului înconjurată de ziduri masive. Această formă de biserică a fost construită pentru apărarea locuitorilor satului în caz de atac. Baza zidurilor datează din secolul al XV-lea.Fortificația a fost de formă circulară, înconjurată de un șanț cu apa care era alimentat de Ghimbășel. Accesul la Biserica fortificată era în sud-estul acesteia pe un pod mobil.
În anul 1876 în locul turnului cu intrarea în cetate a fost construită primăria Ghimbavului, și fortificația s-a ruinat în ultimii decennii.
- În Ghimbav s-a inaugurat în anul 2009 pe drumul spre Cristian o Biserică Ortodoxă nouă, cu un acoperiș aurit, unică în România.

## Obiectiv memorial
Monumentul Eroilor Români din Primul și Al Doilea Război Mondial. Monumentul, de tip obelisc, este amplasat în cimitirul Bisericii Ortodoxe și a fost dezvelit, în anul 1920, pentru cinstirea memoriei eroilor români căzuți în Primul Război Mondial. Ulterior s-a adăugat o placă de marmură în memoria eroilor români din Al Doilea Război Mondial. Obeliscul este realizat din beton mozaicat, iar împrejmuirea este asigurată de un gard acoperit cu tablă. Pe două plăci de marmură sunt înscrise numele eroilor.

## Primarii orașului
- 1996[12] - 2000 - Toma Dorel, de la Partidul Liberal 1993
- 2000[13] - 2004 - Toma Dorel, de la APR
- 2004[14] - 2008 - Toma Dorel, de la PSD
- 2008[15] - 2012 - Toma Dorel, de la PSD
- 2012[16] - 2016 - Toma Dorel, de la PSD
- 2016[17] - 2020 - Toma Dorel, de la PSD
- 2020[18] - 2024 - Fliundra Ionel, de la PNL

## Galerie de imagini

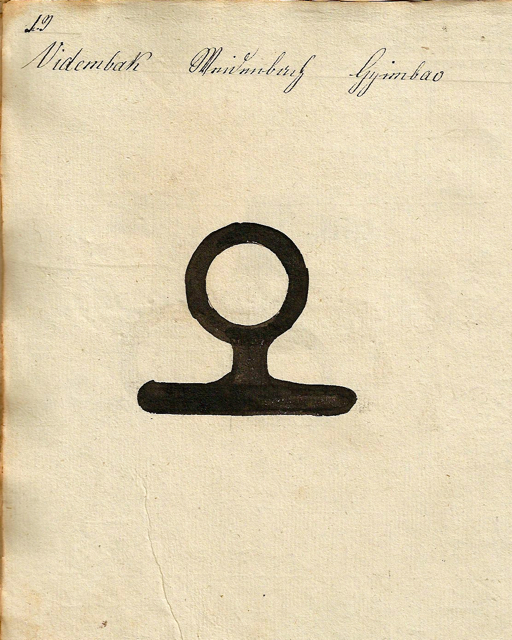
Danga pentru vitele din Ghimbav (1826)
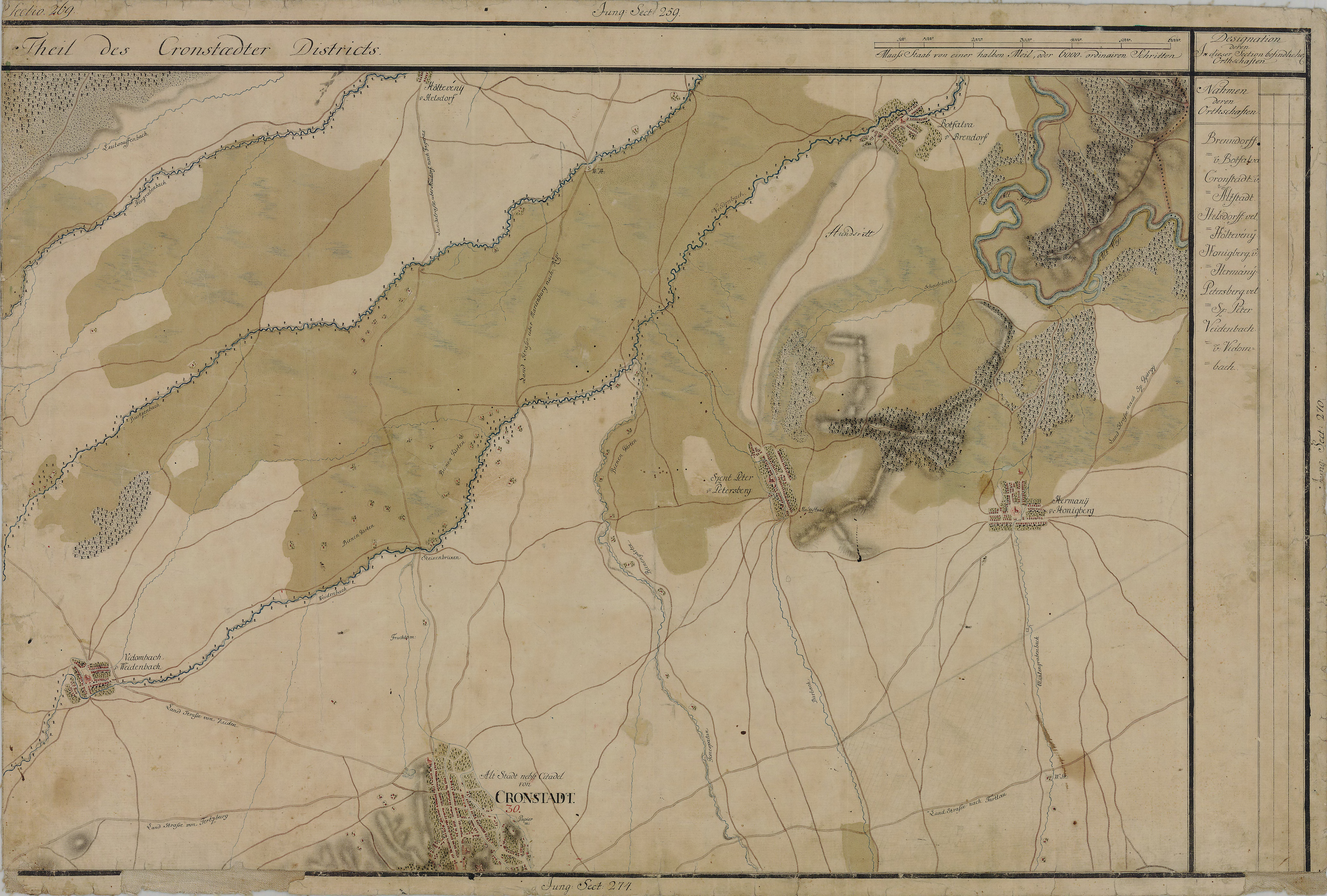
Ghimbav în Harta Iosefină a Transilvaniei, 1769-1773
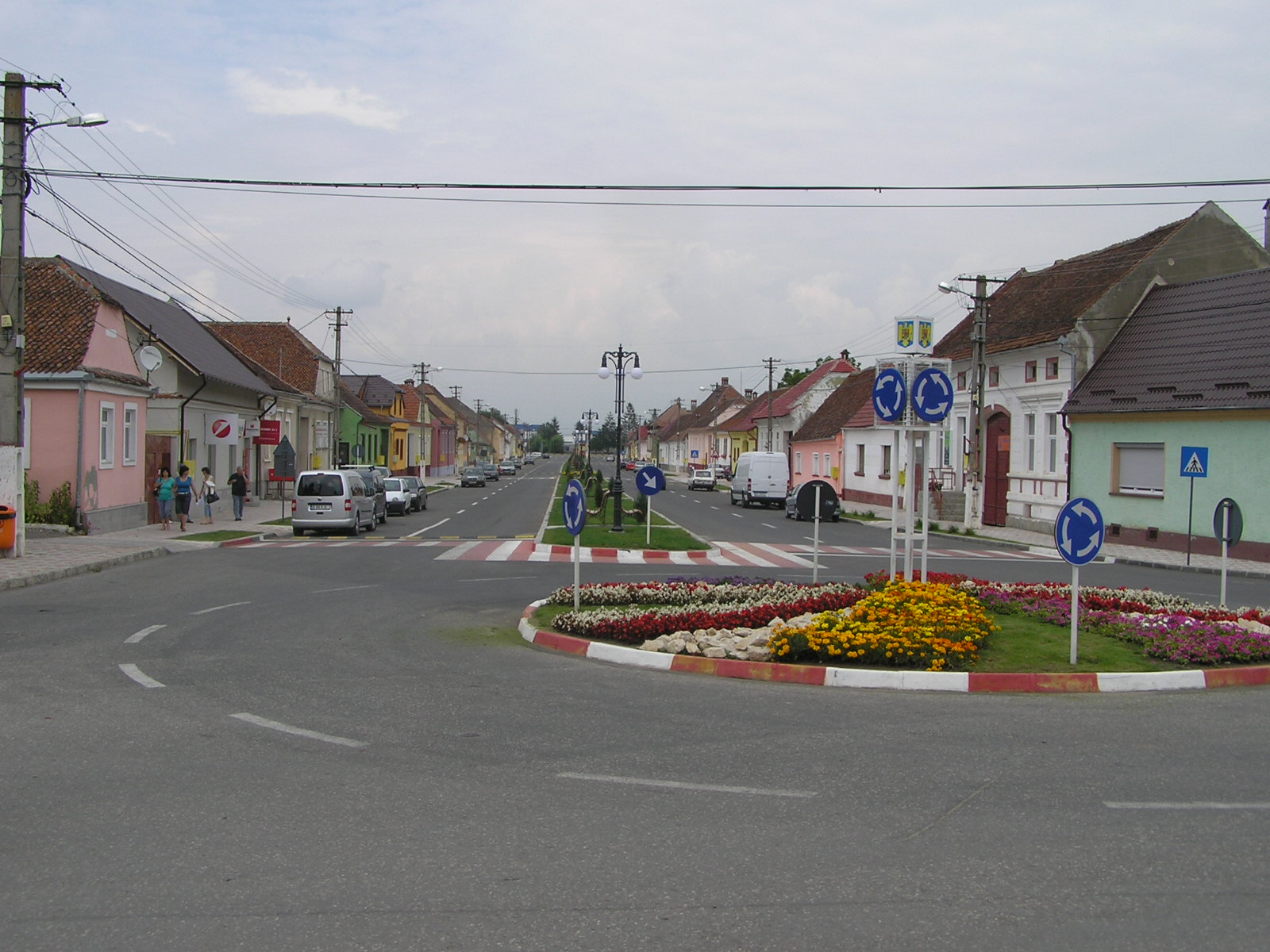
Centrul orașului Ghimbav
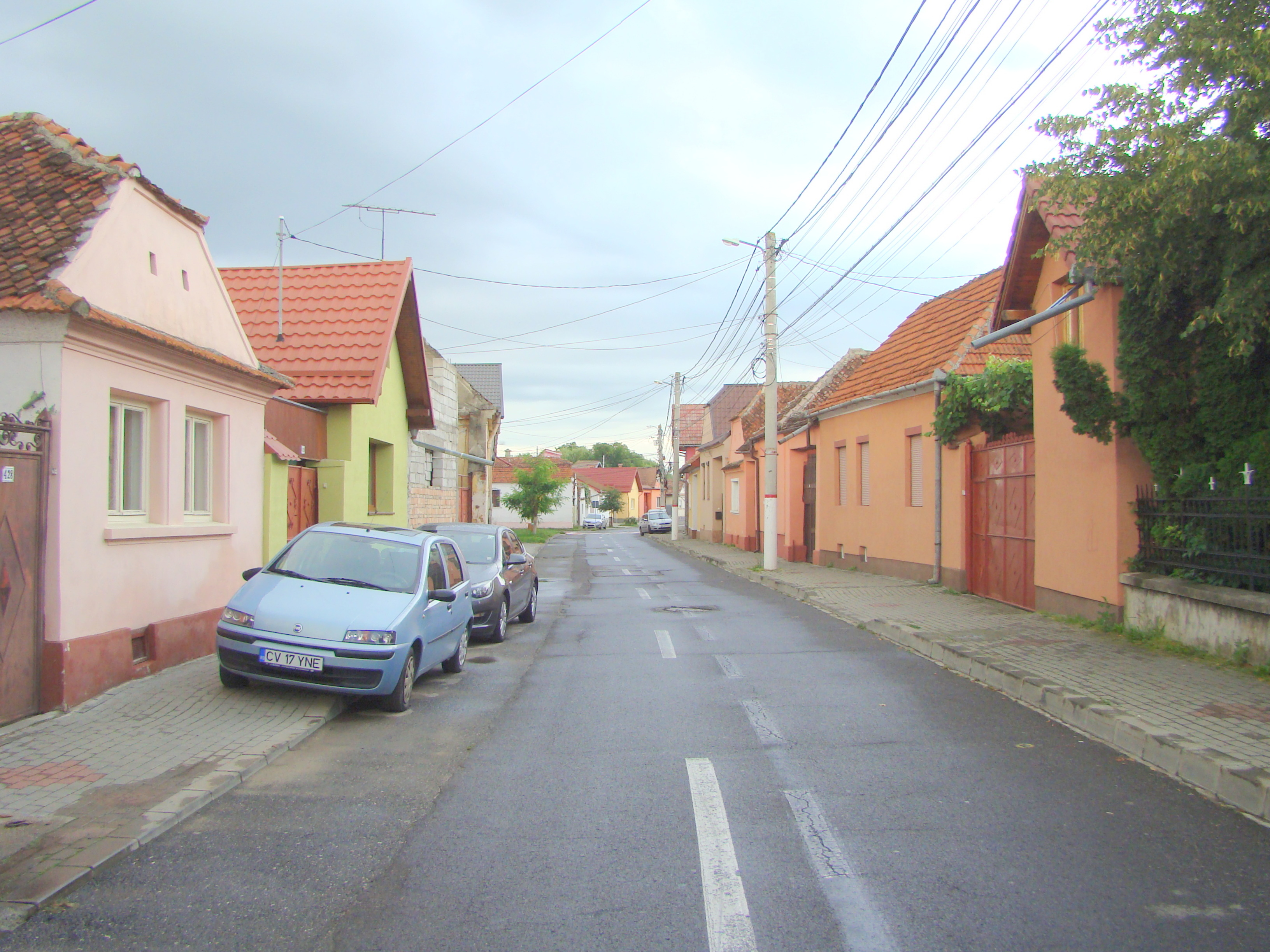
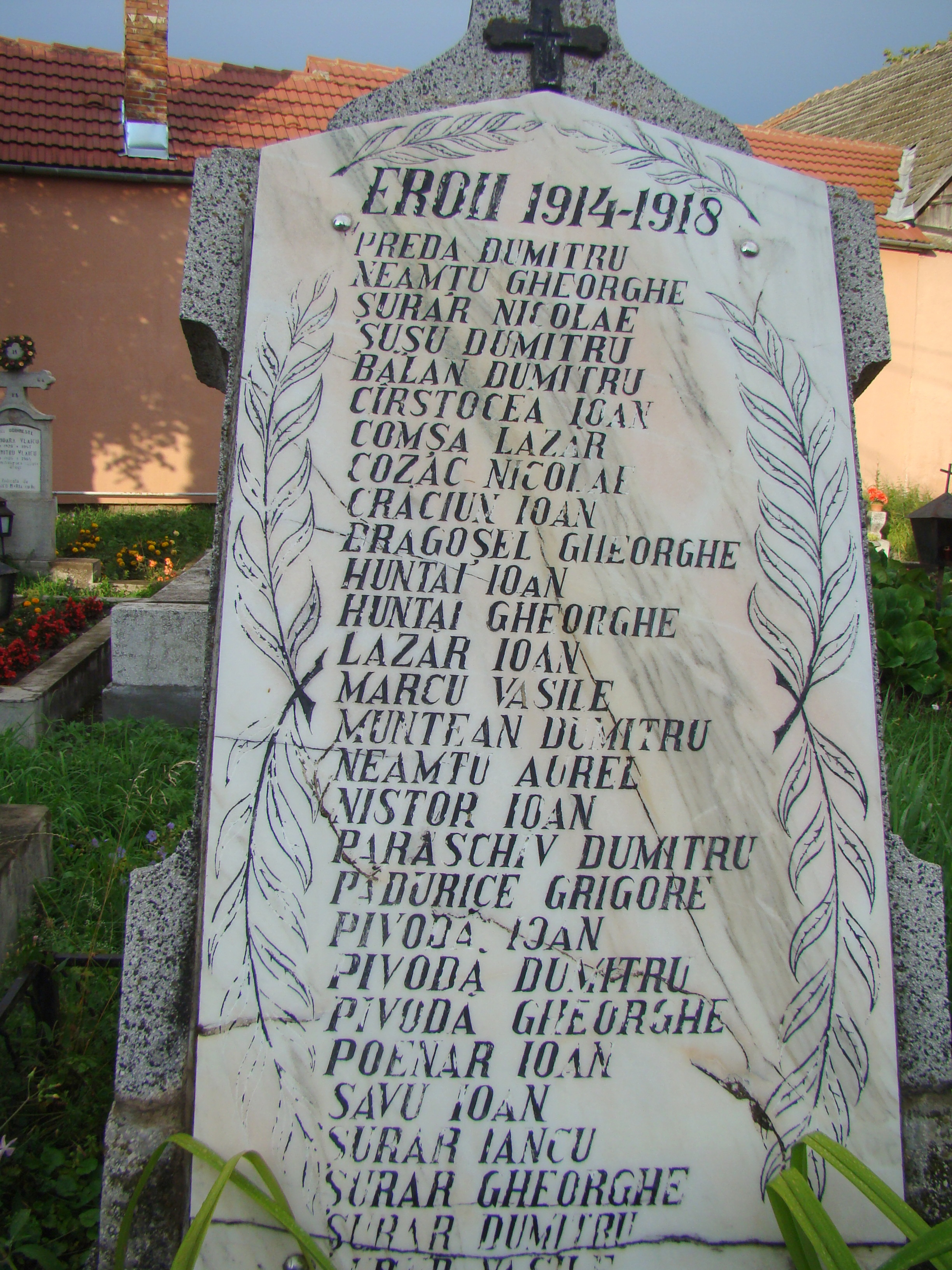
Monumentul eroilor